# Ульянин, Фёдор Иванович
Фёдор Иванович Ульянин (1915—1944) — командир батальона 422-го стрелкового полка 170-й стрелковой Речицкой дивизии, Герой Советского Союза.

## Биография
Фёдор Ульянин родился в 1915 году в селе Болтуновка Хвалынского уезда Саратовской губернии (ныне — Ульянино в Хвалынском районе).
В селе Болтуновка окончил семилетнюю школу. Затем работал в Караганде посадчиком на шахте № 17.
Был призван в РККА в 1936 году. В 1938 году принимал участие в боях с японцами на озере Хасан. В 1940 году принимал участие в Советско-финской войне.
Участвовал в Великой Отечественной войне с августа 1941 года. Воевал на Карельском, Северо-Западном, Центральном и 1-м Белорусском фронтах. В 1943 году был награждён за боевые заслуги орденами Красного Знамени и Красной Звезды.
Звание Героя Советского Союза Федору Ивановичу Ульянину присвоено 23 августа 1944 года за доблесть и мужество, проявленные при форсировании рек Друть и Добысна.

## Подвиг
Командир батальона 422-го стрелкового полка 170-й стрелковой Речицкой дивизии Фёдор Ульянин в ночь с 23 на 24-е июня 1944 года скрытно переправил вверенную ему часть через реку Друть в районе города Рогачёва. Утром, после проведения артподготовки, бойцы батальона первыми вступили в бой, тем самым облегчив переправу основных сил дивизии. Внезапным ударом гвардейцы выбили противника из первых двух траншей, а затем заняли высоту 147,1, господствовавшую над окружающей местностью.
Противник неоднократно контратаковал, наносил артиллерийские и бомбовые удары, пытаясь выбить батальон Ульянина с высоты, но безуспешно. А когда к высоте подошли другие подразделения дивизии, Ульянин вновь поднял батальон в атаку и отбил у противника село Заполье, а затем овладел деревней Хопаны, обеспечив общий успех полка и дивизии.
Противник сумел закрепиться на рубеже реки Добысна. Наше наступление остановилось. 26 июня под сильным огнём врага батальон, которым командовал Фёдор Ульянин, форсировал реку и захватил плацдарм на её западном берегу. Противник предпринял три попытки уничтожить войска на захваченном плацдарме. Фёдор Иванович воодушевлял бойцов и командиров личным примером хладнокровия и мужества. Было подбито несколько танков противника, около 200 фашистов было убито. Однако подкрепления всё не было, а боеприпасы были на исходе. В это время противник начал очередную атаку на плацдарм. По приказу Ульянина бойцы батальона подпустили гитлеровцев на близкое расстояние, а затем забросали их гранатами и открыли огонь по фашистам из всех оставшихся пулемётов. Немцы были ошеломлены неожиданным отпором.
Ульянин лично повёл бойцов в контратаку, противник начал отступать. В ходе атаки Ульянин был смертельно ранен осколком разорвавшегося снаряда, однако он отказался эвакуироваться и до последних минут жизни руководил боем.
Похоронен с воинскими почестями в деревне Дворец Рогачевского района Гомельской области.

## Память
В 1985 году родное село Фёдора Ульянина — Болтуновка — было переименовано в его честь в Ульянино.